# ليلى ليجون
ليلى ليجون (بالفرنسية: Leila Lejeune)‏ مواليد 16 مارس 1976 في لا ريونيون، فرنسا، هي لاعبة كرة يد فرنسية. شاركت في دورة الألعاب الأولمبية الصيفية سنة 2000. حققت المركز الأول في بطولة العالم لكرة اليد للسيدات 2003.

## الإنجازات
- بطولة العالم لكرة اليد للسيدات:
  - الميدالية الذهبية: 2003
  - الميدالية الفضية: 1999
- دوري أبطال أوروبا لكرة اليد للسيدات:
  - الفوز: 2004

## روابط خارجية
- ليلى ليجون على موقع الاتحاد الأوروبي لكرة اليد (الإنجليزية)
- ليلى ليجون على موقع اللجنة الأولمبية الدولية (الإنجليزية)
- ليلى ليجون على موقع أوليمبيديا (الإنجليزية)